# يورينده فان كلينكن
يورينده فان كلينكن (من مواليد 2 فبراير 2000) هي لاعبة ألعاب قوى هولندية تتنافس في دفع الجلة ورمي القرص. أفضل رقم شخصي لها هو 70.22 مترًا وهو الرقم القياسي الهولندي الحالي (2021) في رمي القرص. ومثلت بلادها في رمي القرص في بطولة العالم 2019 في الدوحة دون أن تصل إلى النهائي. وفي العام نفسه، فازت بالميدالية الذهبية في دفع الجلة في بطولة أوروبا للشباب تحت العشرين عامًا 2019. في 20 مايو 2021، تأهلت لدورة الألعاب الأولمبية في طوكيو برمية بلغت 65.94 مترًا في بطولة توسون إيليت كلاسيك.